# (458) Hercynia
458 Hercynia est un astéroïde de la ceinture principale découvert par les astronomes Max Wolf et Friedrich Schwassmann le 21 septembre 1900.
Le nom de l’astéroïde est dérivé du nom latin de la forêt hercynienne, nom donné à un ancien paysage forestier en Europe centrale. Il a été nommé en 1903 à la suggestion de Johannes Riem.